# قرقف الأب دافيد
قرقف الأب دافيد أو القرقف أصدأ الصدر (الاسم العلمي: Poecile davidi) هو نوع من الطيور ينتمي لفصيلة القرقف. ويستوطن مقاطعة جنوب قانسو، غرب خوبي، وجنوب شنشي وسيتشوان في الصين الوسطى. ويبلغ طوله بين 12-13 سم، ويزن من 10-12.5 غرام، ومظهره شبيه بالقرقف الحزين القريب منه، حيث يكون لون رأسه أسود، وخدان أبيضان، وظهره وجناحاه وذيله بلون رمادي-بني، ويكون لون الأجزاء العلوية بني صدئ. ويتكاثر في الغابات تحت الألبية بارتفاعات تتراوح بين 2,135-3,400 متر، وتنخفض أعداد الطيور التي تسكن في الأعالي قليلاً في فصل الشتاء لتصل لارتفاع أقل من 3,050 متر.